# Międzynarodowa Federacja Piłki Ręcznej
Międzynarodowa Federacja Piłki Ręcznej (oficjalny skrót IHF od ang. International Handball Federation) – międzynarodowa organizacja z siedzibą w Bazylei, utworzona 11 lipca 1946 (podczas kongresu założycielskiego w Kopenhadze), zrzeszająca 211 związków piłki ręcznej, w tym 200 krajowych. Jej poprzedniczką była Międzynarodowa Amatorska Federacja Piłki Ręcznej (IAHF), utworzona 4 sierpnia 1928 na kongresie założycielskim w Amsterdamie (odbywającym się w czasie Letnich Igrzysk Olimpijskich 1928).
Od 2000 prezesem IHF pozostaje Hassan Moustafa, w 2013 wybrany na kolejną czteroletnią kadencję. Na tym samym kongresie, w poczet członków IHF, przyjęto również 18 związków narodowych, zwiększając tym samym ich łączną liczbę do 172.

## Członkowie
Azja – AHF (44 państwa)
     Afryka – CAHB (55 państw)
     Ameryka Południowa – SCAHC (19 państw)
     Ameryka Północna – NACHC (21 państw)
     Australia i Oceania – OHF (20 państw)
     Europa – EHF (52 państwa)

## Dotychczasowi prezesi
| Lp. | Lata      | Imię i nazwisko | Narodowość |
| --- | --------- | --------------- | ---------- |
| 1.  | 1946–1950 | Gösta Björg     | Szwecja    |
| 2.  | 1950–1971 | Hans Baumann    | Szwajcaria |
| 3.  | 1971–1984 | Paul Högberg    | Szwecja    |
| 4.  | 1984–2000 | Erwin Lanc      | Austria    |
| 5.  | 2000–     | Hassan Moustafa | Egipt      |